# Wöhler-Preis für Nachhaltige Chemie
Der Wöhler-Preis für Nachhaltige Chemie ist ein Preis der Gesellschaft Deutscher Chemiker (GDCh) für Nachhaltige Chemie. Er wurde seit 1998 als Wöhler-Preis für Ressourcenschonende Prozesse vergeben und erhielt 2012 seinen heutigen Namen. Der Preis ist nach Friedrich Wöhler benannt und mit 7500 Euro dotiert.
Einen Wöhler-Preis gab es auch von der Chemischen Gesellschaft der DDR, der von 1960 bis 1991 verliehen wurde. Der Wöhler-Preis der GDCh knüpft an diesen an.

## Preisträger
- 1998 Hans Peter Rath, Ludwigshafen, BASF AG
- 2000 Karlheinz Hill, Düsseldorf, Cognis GmbH, Rainer Eskuchen, Düsseldorf, Cognis GmbH, Patrick M. McCurry, Cincinnati, Cognis GmbH
- 2002 Christian Wandrey, Jülich und Bonn
- 2005 Torsten Groth, Leverkusen, Lanxess Deutschland GmbH, Winfried Joentgen, Wuppertal, Bayer HealthCare AG, Alfred Mitschker, Odenthal, ehemals Bayer AG, Nikolaus Müller, Leverkusen, Lanxess Deutschland GmbH
- 2007 Jürgen O. Metzger, Oldenburg
- 2009 Walter Leitner, Aachen
- 2011 Ferdi Schüth, Mülheim/Ruhr
- 2012 Paul T. Anastas, New Haven, CT/USA
- 2013 Bernhard Rieger, München
- 2015 Matthias Beller, Rostock
- 2017 Konrad Hungerbühler, Zürich
- 2019 Dieter Vogt, Dortmund
- 2023 Klaus Kümmerer, Lüneburg
- 2025 Siegfried Waldvogel, Mülheim/Ruhr[1]